# Израильско-канадские отношения
Израильско-канадские отношения — совокупность дипломатических, экономических, военных и культурных отношений между Израилем и Канадой. Канада, сыгравшая в 1947 году важную роль в принятии плана ООН по разделу Палестины, признала государство Израиль де-факто 24 декабря 1948 года и установила с ним дипломатические отношения в полном объёме 11 мая 1949 года. В дальнейшем канадские дипломаты и миротворцы принимали активное участие в попытках разрешения арабо-израильского конфликта, а канадское правительство принимало меры по предотвращению присоединения канадских фирм и организаций к организованному арабскими странами бойкоту Израиля. Две страны связывает с 1997 года соглашение о свободной торговле, в 1999 году подписан меморандум о взаимопонимании в области культурных, академических и спортивных отношений, а в 2014 году — меморандум о взаимопонимании в области стратегического партнёрства.

## Сравнительная характеристика
Данные приводятся по оценкам Всемирной книги фактов ЦРУ на 2016—2017 годы.
|                              | Канада                                                               | Израиль                                                             |
| ---------------------------- | -------------------------------------------------------------------- | ------------------------------------------------------------------- |
| Население (тыс.)             | 35 363                                                               | 8175                                                                |
| Площадь (км²)                | 9 984 670                                                            | 20 770                                                              |
| Плотность населения (на км²) | 3,5                                                                  | 394                                                                 |
| Столица                      | Оттава                                                               | Иерусалим                                                           |
| Крупнейший город             | Торонто                                                              | Иерусалим                                                           |
| Государственный строй        | Федеративная парламентская демократия, конституционная монархия      | Парламентская демократия                                            |
| Официальные языки            | Английский, французский                                              | Иврит, арабский                                                     |
| Основные религии             | Христианство 67,2 % (католики 39 %, протестанты 20,3 %), ислам 3,2 % | Иудаизм 74,8 %, ислам 17,6 %, христианство 2 %, друзская вера 1,6 % |
| ВВП (доллары США)            | 1,674 трлн (46 200 на душу населения)                                | 297 млрд (34 800 на душу населения)                                 |

## История

### Канада и сионистское движение
Сионистское движение достаточно рано проникло в Канаду. С 1892 года в стране действовали ячейки движения «Ховевей Цион». Вскоре после I Всемирного сионистского конгресса сионистские организации стали возникать по всей Канаде, в 1899 году объединившись под эгидой национальной Федерации канадских сионистских обществ (англ. Federation of Canadian Zionist Societies) (в основном в этих организациях были представлены общие сионисты). В 1902 году в Канаде открылось отделение Еврейского национального фонда, в 1907 году было создано Еврейское колонизационное общество Канады, а в 1916 году канадское отделение женской сионистской организации «Хадасса» (позже «Хадасса-ВИЦО»).
Канада, формально представлявшая собой суверенное государство, во внешней политике начала XX века в основном следовала в фарватере бывшей метрополии — Британской империи. После того, как в 1917 году была обнародована Декларация Бальфура, провозглашавшая право еврейского народа на национальный дом в Палестине, а затем Лига Наций предоставила Великобритании мандат на управление этой территорией, канадское руководство не считало нужным скрывать положительное отношение к сионизму. 4 июля 1922 года премьер-министр Канады Уильям Лайон Макензи Кинг выступил на съезде Сионистской федерации Канады со словами одобрения идей сионизма и британского курса на помощь в их осуществлении. В 1927 году сионисты Канады сумели собрать миллион долларов на приобретение земель в долине Хефер.
В то же время Канаду не связывали с Палестиной какие-либо политические, военные или экономические интересы, и даже инициатива группы влиятельных канадских евреев по открытию в Палестине канадской торговой комиссии в 1936 году была отклонена из-за малого коммерческого потенциала. Таким образом, Канада могла себе позволить сохранять нейтралитет в начавшемся межэтническом конфликте между евреями и арабами Палестины, а также не занимать независимой от Великобритании позиции в вопросах ограничения еврейской иммиграции в этот регион. В частности, Белая книга 1939 года, представлявшая собой, с точки зрения сионистов, отказ британских властей от идеи еврейского национального дома в Палестине, не вызвала никакого отклика со стороны канадского правительства вплоть до 1943 года. Когда же премьер-министр Кинг наконец занял позицию по этому вопросу, она была пробританской: по его словам, Белая книга была направлена не на ограничение еврейской иммиграции в Палестину, а «на создание политических условий, которые будут способствовать мирному развитию еврейского национального дома». Не исключено, что такая амбивалентная позиция диктовалась сильными позициями антисемитских элементов в Квебеке, что может также объяснить неохотное участие Канады в приёме еврейских беженцев из нацистской Европы.

### Канада и создание Государства Израиль
Несмотря на осторожную позицию Кинга, многие представители канадского истеблишмента испытывали симпатии к цели сионистов, что сказалось на роли, которую в первые послевоенные годы Канада сыграла в судьбе Палестины. Когда Организация Объединённых Наций учредила Особую комиссию по Палестине (UNSCOP), от Канады в неё по рекомендации Луи Сен-Лорана был включён член Верховного суда Айвен Ранд, которого связывали дружеские отношения с судьями Луи Брэндайсом и Феликсом Франкфуртером, игравшими заметную роль среди сионистов США. В отсутствие Ранда в составе комиссии его замещал Леон Меран — дипломат, в годы войны помогавший еврейским семьям бежать из Австрии в Великобританию, а оттуда в Канаду. И Ранд, и Меран поддержали план, согласно которому Палестина должна быть разделена на два национальных государства, и сумели убедить поддержать его нескольких других членов комиссии, в итоге рекомендовавшей этот план ООН.
После представления предварительных рекомендаций UNSCOP ООН назначила подкомиссию по выработке непосредственных условий территориального раздела Палестины, в которую снова вошёл представитель Канады наряду с представителями США, СССР и Гватемалы. Именно канадскому делегату, заместителю министра иностранных дел Лестеру Пирсону удалось согласовать позиции американской и советской сторон, а в дальнейшем Пирсон способствовал и получению планом раздела Палестины квалифицированного большинства в 2/3 голосов в Генеральной Ассамблее ООН.
Несмотря на роль, сыгранную канадскими дипломатами в решении о разделе Палестины, приведшем к провозглашению Государства Израиль, Канада не признала новое государство немедленно после его создания. 17 декабря 1948 года на голосовании в Совете Безопасности ООН по вопросу о предоставлении Израилю членства в этой организации, делегат от Канады воздержался вместе с большинством делегатов от западных стран (за исключением США), и кандидатура Израиля была отклонена, не набрав необходимых семь голосов. Израильский министр иностранных дел Моше Черток (Шарет), которому Лестер Пирсон за неделю до этого давал понять, что Канада поддержит его страну в этом вопросе, назвал этот шаг канадских дипломатов «нарушением обещания» и «неожиданным грехом»; позже оказалось, что решение Канады было продиктовано секретными переговорами с участием британцев, ожидавших от США признания Трансиордании и поддержки её вхождения в ООН в обмен на аналогичную британскую поддержку кандидатуры Израиля.
Компенсацией за не поданный голос в ООН стало последовавшее вскоре после этого признание Израиля Канадой де-факто. Это произошло уже 24 декабря 1948 года, после того, как Пирсон убедил канадское правительство в том, что британцы готовятся предпринять аналогичный шаг. Британцы действительно признали Израиль де-факто уже 18 января 1949 года.

### Дальнейшее развитие отношений

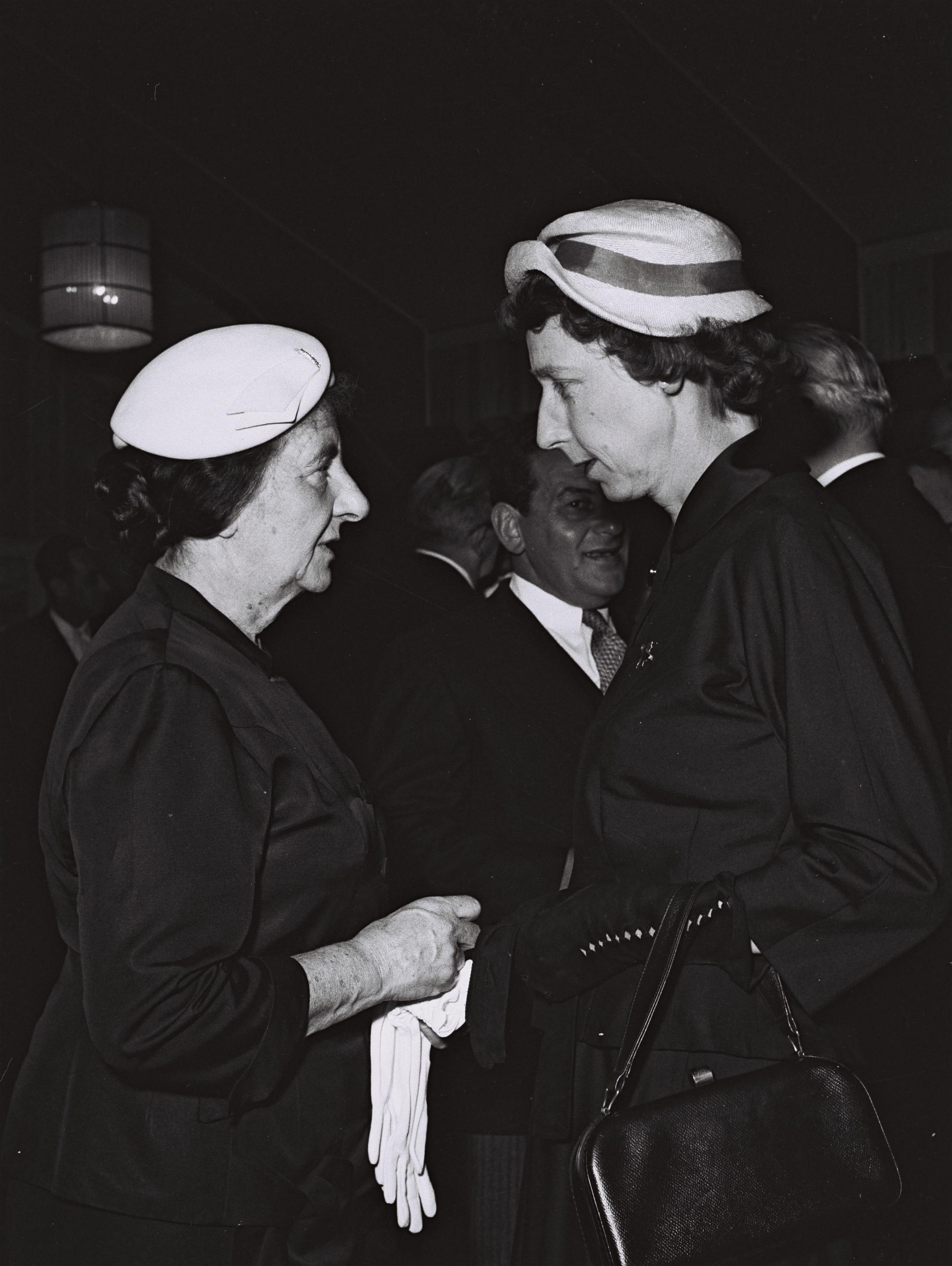
Голда Меир и посол Канады Маргарет Мар, 1959 год

11 мая 1949 года Канада установила дипломатические отношения с Израилем в полном объёме, признав еврейское государство де-юре. Посол Канады в Афинах Терри Макдермотт стал одновременно послом в Израиле, хотя его резиденция оставалась в Греции. Посольство Канады, как и посольства многих других стран, открылось не в Иерусалиме, провозглашённом столицей Израиля, а в Тель-Авиве. Когда оно открылось в 1953 году, его возглавил Джордж Кидд. Первым постоянным послом Израиля в Канаде стал, также с 1953 года, Майкл Комей — будущий представитель Израиля в ООН. В сентябре 1958 года, после победы на канадских выборах Прогрессивно-консервативной партии, новый премьер-министр Джон Дифенбейкер назначил первым постоянным послом Канады в Израиле кадрового дипломата Маргарет Мар (англ. Margaret Meagher), но, несмотря на известные симпатии к Израилю, посольство из Тель-Авива переносить не стал. В мае 1961 года состоялся первый государственный визит израильского премьер-министра (этот пост в тот момент занимал Давид Бен-Гурион) в Канаду; первым президентом Израиля, посетившим Канаду, стал Залман Шазар, совершивший свой визит в 1967 году — в год столетия Канады.
К моменту появления в Израиле постоянного посла Канады дипломаты этой страны успели сыграть важную роль в истории отношений Израиля с его арабскими соседями. После завершения активной стадии Суэцкого кризиса именно Лестер Пирсон, на тот момент министр иностранных дел Канады, используя челночную дипломатию, сумел добиться согласия сторон, а затем и Организации Объединённых Наций на создание Специальных сил Объединённых Наций — первого миротворческого контингента ООН. После отвода израильских войск с Синайского полуострова миротворцы заняли позиции на территории полуострова между Израилем и Египтом, а Пирсон был удостоен Нобелевской премии мира. Израильское участие в октябрьских военных действиях 1956 года, по всей видимости, сорвало намечающуюся сделку по приобретению Израилем реактивных истребителей F-86 Sabre канадского производства, несмотря на шедшие на протяжении двух предшествующих лет о такой покупке.
Канада предпринимала усилия по примирению Израиля с арабскими странами, занимая в конфликте максимально сбалансированную позицию. Ещё в декабре 1955 года Лестер Пирсон встречался по очереди с Моше Шаретом и египетским президентом Насером, пытаясь найти точки соприкосновения. Последовательный нейтралитет Канады в этом конфликте отражается в истории голосований канадских представителей в ООН по резолюциям, касающимся Израиля и палестинского вопроса. За десятилетнюю историю пребывания Канады в ранге непостоянного члена Совета Безопасности ООН (разбитую на двухлетние периоды с 1947 по 2000 год) её представители постоянно голосовали вместе с большинством — как по резолюциям, включавшим требования к обеим сторонам конфликта, так и по тем, формулировки которых были более неудобными для Израиля. Только в двух случаях канадцы воздержались совместно с представителями США. В годы, предшествовавшие Шестидневной войне, Канада также почти всегда голосовала вместе с большинством по резолюциям, связанным с Израилем. В 1967 году, после Шестидневной войны, Канада поддержала резолюцию Совета Безопасности ООН 242, объявляющую удержание Израилем территорий, захваченных в результате военных действий, незаконным, а затем, в 1973 году, и резолюцию Совета Безопасности ООН 338, принятую по следам войны Судного дня.
Канадские военнослужащие были включены в состав миротворческих сил ООН, занявших в конце 1973 года положение между войсками Израиля и Египта, а затем и Сирии; в августе 1974 года канадский военно-транспортный самолёт был сбит над Сирией, и девять канадских миротворцев погибли. При этом в 1975 году, когда Генеральная Ассамблея ООН приняла резолюцию 3379, объявляющую сионизм формой расизма, Канада стала одной из 35 стран, голосовавших против. Министр иностранных дел Канады Аллан Макичен назвал резолюцию 3379 «насмешкой над принципами и целями, ради которых была создана Организация Объединённых Наций», а Палата представителей Канады единогласно поддержала бывшего премьер-министра Джона Дифенбейкера, в резких тонах осудившего эту резолюцию. В целом в первые годы пребывания у власти в Канаде кабинета Пьера-Эллиота Трюдо, совпавшие с первыми годами после Шестидневной войны, Канада стала чаще занимать самостоятельную позицию в голосованиях Генеральной Ассамблеи ООН, связанных с Израилем, — поначалу более произраильскую, чем большинство стран-членов ООН, а во второй половине 1970-х годов демонстрирующую симпатии к палестинскому делу.
В 1979 году, с формированием консервативного кабинета Джо Кларка, был вновь поставлен вопрос о переносе посольства Канады в Иерусалим, но крайне негативная реакция арабских стран заставила канадское правительство не только отказаться от этого плана, но и обратить более пристальное внимание на палестинскую точку зрения на конфликт. Канадское общество и правительство занимали более критическую позицию по отношению к Израилю в ходе Ливанской войны и первой интифады, хотя изменение этой позиции было более медленным, чем в других западных странах. В качестве одной из возможных причин неохотной поддержки канадским руководством права палестинцев на самоопределение называют опасения, что такая поддержка усилит позиции квебекских сепаратистов. Кроме того, по мнению некоторых сотрудников канадского дипломатического корпуса, на ближневосточную политику их страны оказывало непропорциональное влияние еврейское лобби. Созданный после Шестидневной войны Канадско-израильский комитет, в частности, вынудил членов правительства объясняться после одного из выступлений, осуждавших нарушения прав человека на палестинских территориях. Тем не менее в 1986 году в речи, произнесённой во время визита в Израиль, Джо Кларк, на тот момент министр в кабинете Малруни, отметил поддержку его страной прав палестинцев на государство на Западном берегу Иордана и в секторе Газа. В эти же годы Канада отказалась поддержать предложение премьер-министра Израиля Переса по созданию «Плана Маршалла для Ближнего Востока» и регулярно поддерживала в ООН резолюции, осуждающие строительство израильских поселений на Западном берегу реки Иордан и в секторе Газа и нарушения прав человека в контролируемом Израилем Южном Ливане. Канадское дипломатическое представительство в Палестинской национальной администрации открылось в 1999 году в Рамалле.
На охлаждение канадско-израильских отношений повлиял и скандал 1997 года, когда агенты «Моссада» использовали фальшивые канадские паспорта при организации покушения на лидера «Хамаса» Халеда Машаля в Иордании. Этот шаг привёл ко временному отзыву канадского посла из Израиля. В то же время, уже в 2000 году с государственным визитом в Израиле побывал премьер-министр Канады Жан Кретьен. В 2000-х годах, после наступления кризиса в израильско-палестинском мирном процессе и начала интифады Аль-Аксы, сначала либеральное правительство Пола Мартина, а затем, в гораздо большей степени, консервативный кабинет Стивена Харпера вновь сдвинули канадские внешнеполитические приоритеты в сторону поддержки Израиля. Характерным примером этого сдвига стало голосование в Генеральной Ассамблее ООН в июле 2004 года по резолюции об израильском разделительном барьере. В то время как 150 государств проголосовали за резолюцию, требующую от Израиля выполнения недавнего решения Международного суда ООН, признававшего строительство стены незаконным, канадский представитель был одним из десяти воздержавшихся (США и Австралия голосовали против резолюции, все остальные западные страны — за неё). После победы «Хамаса» на палестинских выборах в 2006 году Канада стала первой страной, приостановившей экономическую помощь Палестинской национальной администрации. В этом же году из 16 резолюций Генеральной Ассамблеи ООН в поддержку палестинцев Канада поддержала только половину, по остальным воздержавшись или проголосовав против, тогда как большинство западноевропейских стран и Япония поддержали 13 и ни разу не голосовали против.
Дружественные отношения Канады и Израиля достигли пика к началу второго десятилетия XXI века. За один лишь 2012 год министр иностранных дел Джон Бэрд несколько раз подчёркивал, что Канада «лучший друг» и «самый надёжный союзник» Израиля. С аналогичными заявлениями выступал и премьер-министр Харпер, а другие члены его кабинета заявляли, что рассматривают любую угрозу для Израиля как угрозу для Канады. В 2008 году Канада первой объявила о бойкоте конференции ООН по борьбе с расизмом из-за того, что эта конференция рассматривалась как площадка для антиизраильской пропаганды. В ноябре 2012 года, когда Генеральная Ассамблея ООН проголосовала за принятие Палестины в Организацию Объединённых Наций в статусе государства-наблюдателя, Канада была в числе девяти стран, голосовавших против этого шага. Этот сдвиг в ближневосточной политике Канады назывался в числе причин неудачи очередной попытки этой страны занять место непостоянного члена Совета Безопасности ООН.
После того, как в 2015 году парламентские выборы в Канаде выиграла Либеральная партия, новый министр иностранных дел Стефан Дион дал понять, что новый кабинет намерен отказаться от занятой Харпером произраильской позиции и вернуться к роли «честного посредника». Несмотря на это, в феврале 2016 года в канадском парламенте при поддержке депутатов от правящей партии была принята предложенная консерваторами резолюция, осуждающая общественные организации и отдельных граждан, присоединяющихся к акциям бойкота, направленным против Израиля. В ходе выборов лидера Консервативной партии в июле 2020 года один из кандидатов, Эрин О’Тул (впоследствии ставший их победителем) снова пообещал перенести посольство Канады в Иерусалим.

## Экономические отношения
Канаду и Израиль связывает ряд экономических соглашений. Во второй половине 1970-х годов, на фоне усилий арабских стран вовлечь зарубежные компании в глобальный экономический бойкот Израиля, канадское правительство неоднократно подтверждало свою приверженность принципам свободного рынка: в октябре 1976 года кабинет П. Э. Трюдо ввёл ряд административных мер, призванных предотвратить вовлечение канадских фирм в бойкоты, организуемые другими странами, а в конце 1978 и начале 1979 года была предпринята попытка провести через парламент закон против присоединения канадских фирм к таким бойкотам (не увенчавшаяся успехом к моменту роспуска парламента в марте 1979 года). В 1976 году была создана совместная канадско-израильская экономическая комиссия, а в следующем году подписан договор о двойном налогообложении. В 1997 году в силу вступило Канадско-израильское соглашение о свободной торговле (англ. Canada-Israel Free Trade Agreement, CIFTA), благодаря которому объём торговли между двумя странами за следующие 17 лет вырос втрое. В 2005 году космические агентства двух стран подписали меморандум о взаимопонимании по сотрудничеству в космосе. В 2014 году был подписан меморандум о взаимопонимании в области стратегического партнёрства, а ещё через год заключено соглашение о воздушных перевозках.
Между 1986 и 2000 годами общая стоимость израильского экспорта в Канаду выросла с 78,1 до 283 млн долларов США, общая стоимость канадского экспорта в Израиль за этот же период возросла с 80,4 до 340,7 млн долларов. В дальнейшем объём канадского экспорта в Израиль возрастал менее высокими темпами, достигнув к 2015 году 341,6 млн долларов, тогда как стоимость израильского экспорта в Канаду в этот год составила 1,2 млрд долларов. Основную массу канадского экспорта в Израиль составляют электроника, электроприборы, научные и точные приборы, медикаменты и бумага. Из Израиля в Канаду также импортируются электроника, точные приборы и медикаменты, а кроме этого — драгоценные камни и металлы.
С 1994 года действует Канадско-израильский фонд промышленных исследований и развития (англ. Canada-Israel Industrial Research and Development Foundation, CIIRDF), в задачи которого входит поддержка сотрудничества между компаниями высоких технологий в этих странах, среди прочих сфер — в областях фотоники, беспроводных технологий, нанотехнологий и биотехнологий. За первые 15 лет деятельности фонд подготовил более 150 совместных проектов. Экономические отношения развиваются и на уровне провинций и отдельных городов; так, в ноябре 2016 года в составе делегации, посетившей Тель-Авив, Хайфу, Беэр-Шеву и Иерусалим с целью установления деловых контактов, были мэры обоих крупнейших городов Канады — Торонто и Монреаля, которых в частности интересовало сотрудничество в области использования солнечной энергии и компьютерных технологий. Действующий при Еврейском университете в Иерусалиме Институт медицинских исследований Израиль-Канада совместно с университетами в Монреале, Торонто, Виннипеге, Эдмонтоне, Калгари, Ричмонде и Ванкувере ведёт исследования в таких сферах, как рак молочной и предстательной железы, диабет, эпигенетика, СПИД и ВИЧ, фетальный алкогольный синдром и болезнь Паркинсона.

## Сотрудничество в области безопасности

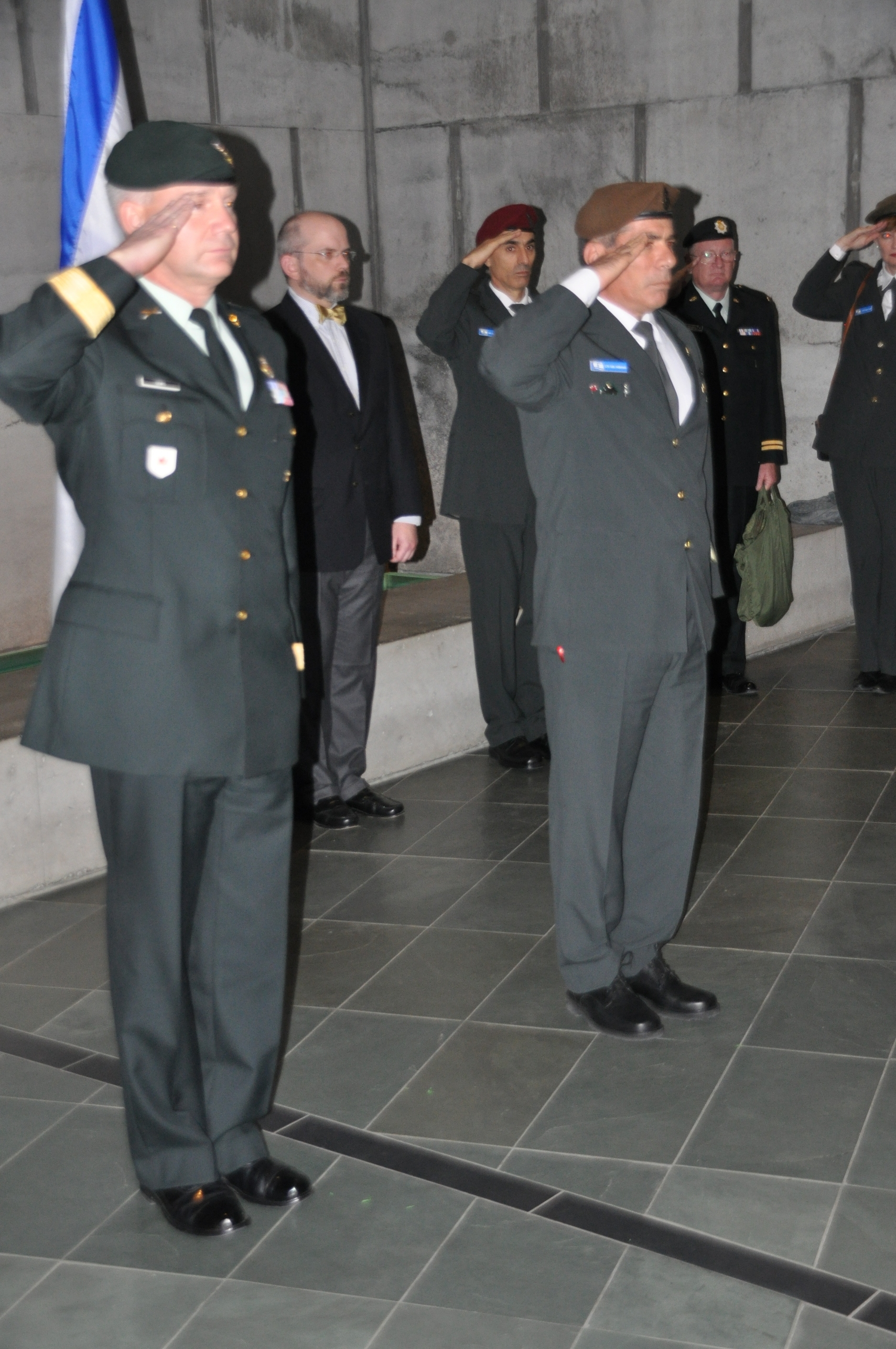
Начальник штаба АОИ Габи Ашкенази (справа) в ходе визита в Канаду, 2010 год

В 2008 году Канада и Израиль подписали Декларацию о намерениях, в рамках которой оговаривались совместная деятельность по защите критически важной инфраструктуры, сотрудничество в области охраны правопорядка, охраны и безопасности границ и предотвращения преступности. В 2011 году был подписан Основной меморандум о взаимопонимании, определявший курс сотрудничества между Израилем и Канадой в области контртерроризма, военной подготовки, поисково-спасательных операций и обмена новыми технологиями. Дальнейшее развитие сотрудничества в области безопасности предусмотрено меморандумом о стратегическом партнёрстве 2014 года; в эти планы включено сотрудничество в сферах информационной безопасности, безопасности воздушных перевозок и контртерроризма, а также совместные работы над современными оборонными технологиями. Среди технологий, поставляемых Израилем в Канаду, — беспилотные разведывательные летательные аппараты «Heron». Договорённостями предусматривался обмен военными атташе, и такой атташе был в 2011 году прикомандирован к посольству Израиля в Канаде, став первым в Северной Америке за пределами США с 1948 года. Тем не менее заключённые договорённости, в отличие от договоров, связывающих Канаду с НАТО, не имеют обязательной силы.
В 2013 году прошли совместные канадско-израильские морские учения в заливе Акаба с участием фрегата «Торонто» и ракетного катера «Кидон». Помимо сотрудничества на государственном уровне, существуют и индивидуальные инициативы. По данным на 2014 год, около 150 молодых канадцев служили добровольцами в Армии обороны Израиля.

## Культурные связи

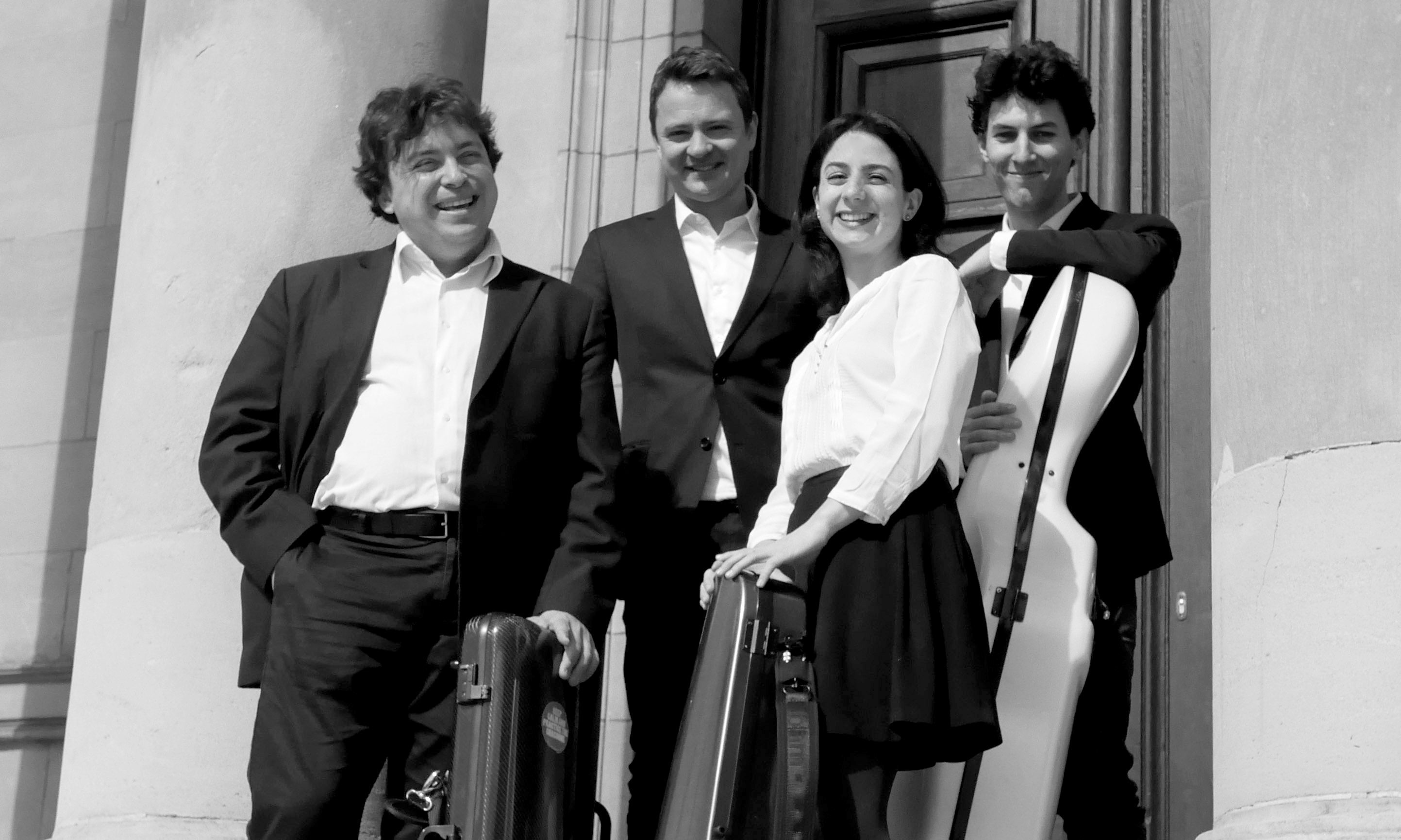
Квартет «Авив»

С 1963 года ведёт свою деятельность Культурный фонд Канада-Израиль, ставящий перед собой цели поддержки культурной жизни в Израиле и знакомство канадского общества с перспективными израильскими талантами в области искусства. Среди членов правления фонда были такие деятели канадской культуры, как композитор и дирижёр Эрнест Макмиллан, хореограф Силия Франка, основатель Стратфордского театрального фестиваля Том Паттерсон и многолетний руководитель Торонтского симфонического оркестра Уолтер Хомбургер; активно участвовали в работе фонда Айзек Стерн и Морин Форрестер. Благодаря деятельности фонда канадцы познакомились с Иерусалимским симфоническим оркестром, чей первый визит в Канаду состоялся под эгидой фонда, и с танцевальной труппой «Бат-Шева». Фонд также финансировал выступления в Израиле канадских исполнителей, в том числе оркестра барочной музыки «Тафельмузик». В Израиле регулярно гастролирует канадский оркестр Национального центра искусств, дирижёром которого долгое время был уроженец Израиля Пинхас Цукерман; в Канаде и Израиле часто выступает струнный квартет «Авив», составленный из музыкантов обеих стран. В июне 2009 года в Израиле впервые побывал Большой канадский балет, начавший с этой страны своё турне по Ближнему Востоку. В этом же году ежегодная программа Торонтского кинофестиваля City to City была посвящена Тель-Авиву и состояла из документальных и художественных фильмов, где фигурирует этот город.

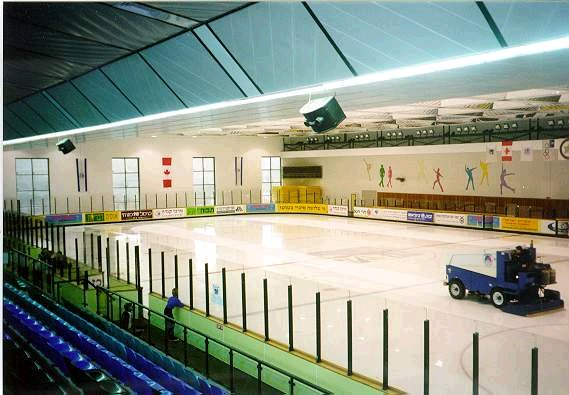
Ледовая арена Центра Канады, Метула, Израиль

В 1999 году Канада и Израиль подписали меморандум о взаимопонимании в области культурных, академических и спортивных отношений. Это соглашение помогло развитию связей между высшими учебными заведениями обеих стран. В ряде канадских вузов преподаются курсы, связанные с Израилем, а в Израиле идёт преподавание курсов, связанных с Канадой. Происходит обмен студентами, выделяются стипендии на обучение канадских студентов в Израиле, а израильских — в Канаде. В 2013 году подписано соглашение об обмене студентами и преподавателями между включающей 97 организаций-членов Ассоциацией университетов и колледжей Канады и Ассоциацией глав университетов Израиля. В то же время некоторые академические организации в Канаде присоединялись к бойкоту израильских вузов и учёных: в частности, в 2009 году резолюцию о бойкоте израильских университетов приняло онтарийское отделение Канадского союза государственных служащих, а в 2013 году студенческий профсоюз Йоркского университета (Торонто) принял решение бойкотировать израильских профессоров.
Первый и долгое время единственный в Израиле ледовый каток олимпийского класса располагается в Центре Канады в северном израильском городе Метула. Израильская молодёжная сборная по хоккею с шайбой часто посещает Канаду в преддверии чемпионатов мира, а в 2006 году проводила серию выступлений в Монреале, Оттаве и Торонто.
Между рядом населённых пунктов в Израиле и Канаде действуют отношения городов-побратимов. Среди прочих, породнёнными являются Кот-Сен-Люк в Квебеке и Ашкелон (с 1975 года), Монреаль и Беэр-Шева (с 1988 года), Рамле и Вон в провинции Онтарио (с 1993 года), Портидж-ла-Прери в Манитобе и региональный совет Эмек-ха-Мааянот в Северном округе Израиля (с 2015 года), Нетания и Ричмонд-Хилл в Онтарио (с 2016 года).

## Обмен населением
Еврейская община Канады достаточно многочисленна — в 1984 году в этой стране проживало 310 тысяч евреев, а ко второму десятилетию XXI века их число достигло 380 тысяч. Небольшое количество канадских евреев ежегодно репатриируется в Израиль: согласно Электронной еврейской энциклопедии, в 2000 году в Израиль из Канады репатриировались 164 человека, в 2001 году — 139, в 2002—126 человек. В целом в Израиле проживают около 20 тысяч канадских граждан; согласно переписи населения 2008 года, около 8000 израильских граждан были уроженцами Канады. Согласно канадской переписи населения 2011 года, в этой стране проживали свыше 15 тысяч выходцев из Израиля или их потомков.